# Eupithecia contracta
Eupithecia contracta là một loài bướm đêm trong họ Geometridae.